# Židé v Německu
Židé v Německu tvořili v historii země významnou náboženskou, kulturní i ekonomickou menšinu. Po období nacismu však počet prudce poklesl a v současné době nejsou početně významnou etnickou skupinou, jejich přítomnost však má symbolický 

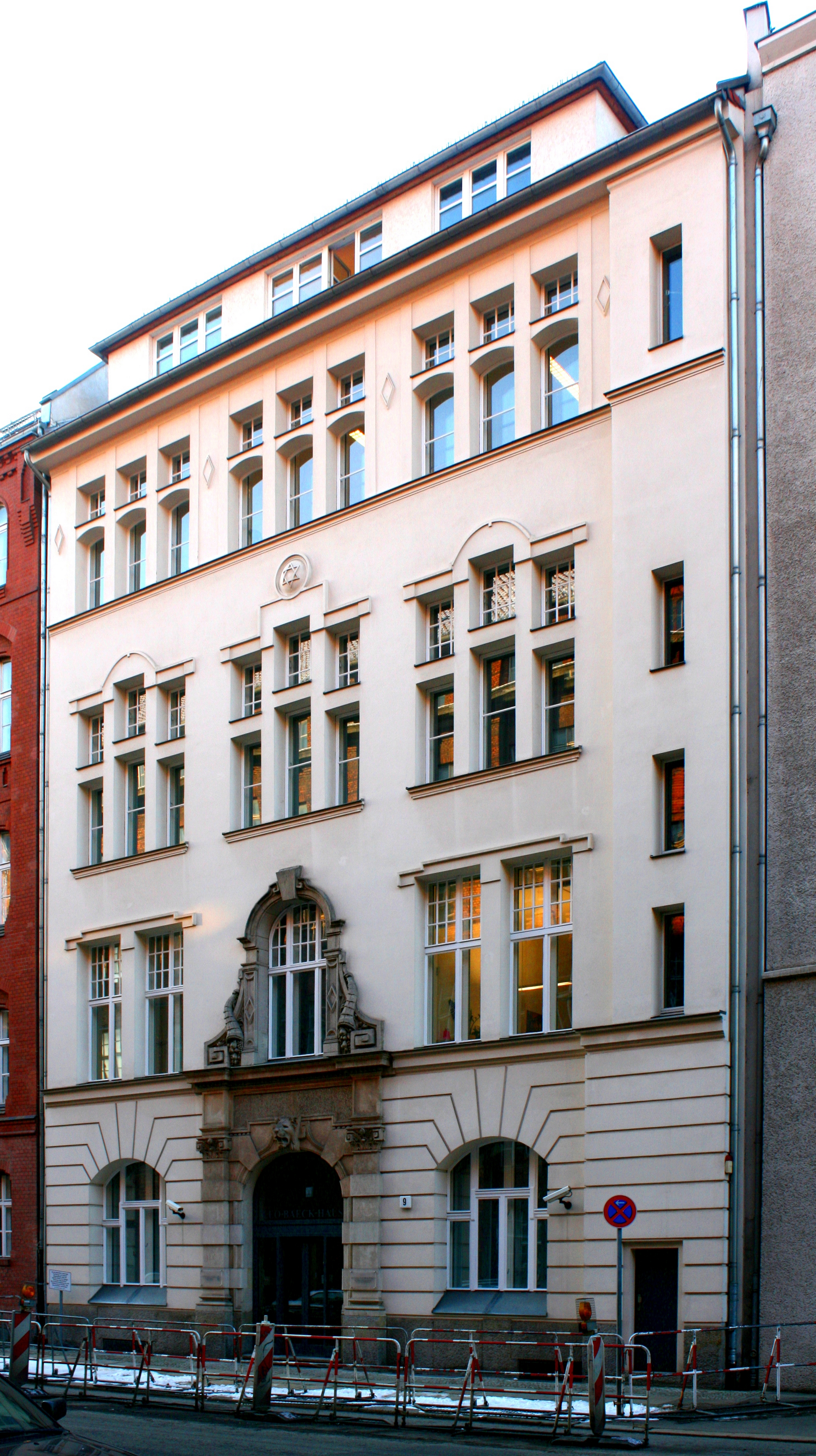
Ústřední rada Židů v Německu je celostátně schválená organizace pro správu německo-židovské komunity.

význam ve snaze vyrovnat se se zkušeností nacismu a dnešní Německo je jedním z nejspolehlivějších spojenců Izraele.
V Německu působí celkem 120 židovských kongregací, ale pouze 20 z nich má stálého rabína. V některých městech dochází k znovu vybudování synagog (jako například v Mnichově v březnu 2007). Znepokojující je však růst preferencí extremistických pravicových stran.

## Historie

### Středověk
První zmínky o židovském obyvatelstvu v německých zemích sahá přinejmenším do roku 321.  Zprávy o židovském osídlení v oblasti se objevují po celý raný středověk (5. až 10. století n. l.) a vrcholný středověk (přibližně v letech 1000–1299), kdy židovští přistěhovalci založili aškenázskou židovskou komunitu. 
V době panování Karla Velikého byla židovská komunita tolerována. Jistý Žid Jicchak byl kolem roku 800 v diplomatickém poselstvu k Hárúnu ar-Rašídovi, který Karlovi poslal darem slona.
Během křížových výprav židovská komunita trpěla a obvinění z otravy studny v období černé smrti (1346–1353) vedlo k masovému vyvražďování německých Židů a mnoho další uprchlo do Polska. Centrem židovského života ve středověku se staly komunity ve městech Mohuč, Špýr a Worms. Byl to zlatý věk, kdy oblastní zeměpáni a biskupové chránili Židy, což vedlo ke zvýšení obchodních aktivit a prosperitě.
Éru pronásledování Židů v Německu zahájila první křížová výprava. V tomto období byly vyvražděny celé komunity (Trevír, Worms, Mohuč a Kolín nad Rýnem). Dalším impulzem k obnovení perzekuce Židů byly husitské války a obdobím náboženské nenávisti, která Židům připisovala všechna možná zla, byl také konec 15. století.

### Novověk
Po porážce napoleonské Francie v roce 1815 došlo k nárůstu represí v rámci rostoucího nacionalismu. Od srpna do října 1819 se po celém Německu odehrávaly pogromy, známé jako nepokoje hep-hep. V této době mnoho německých států zbavilo Židy jejich občanských práv, což v důsledku vedlo k silné emigraci německých Židů.
Od dob Mosese Mendelssohna až do 20. století se komunita postupně emancipovala a následovalo období prosperity.

### V době nacionálního socialismu
V lednu 1933 žilo v Německu asi 522 000 Židů. Poté, co se moci nacisté a zavedli svou antisemitskou politiku, byla židovská komunita stále více pronásledována. Během prvních šesti let nacistické diktatury emigrovalo asi 60 % židovské populace (304 000 osob). V roce 1933 se pronásledování Židů stalo oficiální nacistickou politikou, v letech 1935 a 1936 došlo k zintenzivnění antisemitské perzekuce a Židům byla zakázána veškerá profesní činnost, vyšší školní vzdělávání, politická činnost, či průmysl.
10. listopadu 1938 zorganizovala státní policie a nacistické polovojenské jednotky Křišťálovou noc, při níž byly rozbity a poničeny výkladní skříně židovských obchodů a kanceláří a vyrabováno a zapáleno mnoho synagog. V předvečer vypuknutí druhé světové války zůstalo ve vlastním Německu (hranice z roku 1937) jen asi 214 000 Židů.  Od konce roku 1941 byla zbývající komunita vystavena systematickým deportacím do ghett a nakonec do vyhlazovacích táborů ve východní Evropě. V květnu 1943 bylo Německo prohlášeno za judenrein (též judenfrei - očištěné od Židů). Do konce války bylo nacistickým režimem a jejich spolupracovníky zabito asi 160 000 - 180 000 německých Židů a při následné, nacisty organizované genocidě, později známé jako holokaust, bylo zavražděno celkem asi šest milionů evropských Židů.

### Po válce

#### Židé v západním Německu
Židovská komunita v západním Německu se od 50. do 70. let 20. století vyznačovala sociálním konzervatismem a obecně soukromoprávní povahou. Ačkoli v Západním Berlíně, Frankfurtu a Mnichově existovaly židovské základní školy, věkový průměr členů komunity byl velmi vysoký. Jen málo židovské mládeže se rozhodlo zůstat v Německu a mnoho z nich se navíc oženilo/provdalo s nežidy. Ozývaly se kritické hlasy, které členy komunity a její vedení vinili ze zkostnatělosti. V 80. letech 20. století byla v Heidelbergu založena vysoká škola pro židovská studia, avšak značný počet studentů však nebyl židovského původu. Do roku 1990 komunita čítala 30 000 až 40 000 osob. Židovská komunita v Německu již neměla takový vliv jako před rokem 1933, i tak někteří Židé v německém veřejném životě zastávali významné posty. Patřili mězi ně starosta Hamburku Herbert Weichmann, ministr spravedlnosti Šlesvicka-Holštýnska (a zástupce předsedy Spolkového ústavního soudu) Rudolf Katz, generální prokurátor v Hesensku Fritz Bauer, hesenský ministr hospodářství Heinz-Herbert Karry, západoberlínská politička Jeanette Wolffová, televizní osobnosti Hugo Egon Balder, Hans Rosenthal, Ilja Richter, Inge Meyselová či Michel Friedman, skladatele filmové hudby Hanse Zimmera a nejvlivnějšího německého literárního kritika Marcela Reich-Ranickiho. Z představitelů židovské komunity to byli Heinz Galinski, Ignatz Bubis, Paul Spiegel nebo Charlotte Knoblochová (viz: Ústřední rada Židů v Německu).

#### Židé ve východním Německu
Židovská komunita v komunistickém východním Německu čítala jen několik stovek aktivních členů. Většina Židů, kteří zůstali po válce ve východní části Německa, tak učinila buď proto, že tam měli domov před rokem 1933, nebo proto, že byli před uchopením moci nacisty v Německu levicověho smýšlení a po roce 1945 si přáli podílet se na vybudování socialistického Německa. Většina takto politicky angažovaných Židů nebyla nábožensky založená ani aktivní v oficiální židovské komunitě. Byli mezi nimi spisovatelé jako Anna Seghersová, Stefan Heym, Stephan Hermlin, Jurek Becker, generálplukovník Stasi Markus Wolf, zpěvačka Lin Jaldati, skladatel Hanns Eisler a politik Gregor Gysi. Nicméně od 50. do začátku 80. let 20. století Státní bezpečnost (Stasi) pronásledovala přeživší malé židovské komunity ve východním Německu, což bylo v souladu s tehdejší politikou vůči náboženskými skupinám. Často byly pronásledovány za to, že jejich systémy víry byly považovány za odporující socialistickým hodnotám, a za kontakty se Západem. V případě židovského obyvatelstva však toto pronásledování souviselo také se sovětským nepřátelským postojem vůči Izraeli, jejž sovětský stát považoval za imperialistický a kapitalistický. Toto nepřátelství se odráželo i v médiích. Představitelé židovské komunity kritizovali média za „provokování veřejného antisemitismu negativním zobrazováním Izraele a Židů“. Podle historika Mika Dennise „východoněmecké židovstvo, již tak zdecimované holokaustem, se vzpamatovalo z šoku antisemitských kampaní SED (Socialistické jednotné strany Německa)“. Metody pronásledování sahaly od brutálnějších represivních metod používaných ve stalinistické éře 40. a 50. let až po rafinovanější metody rozkladu, které byly hojně využívány v 70. a 80. letech.“ V 80. letech 20. století došlo k obecnému uvolnění pronásledování a předchozí antisemitismus se výrazně zmírnil snahou o „znovu oživení židovské kultury“. Tuto změnu poháněl ekonomický a politický pragmatismus: socialistické vedení se snažilo propagovat východní Německo jako antifašistický stát, zlepšit jeho legitimitu na domácí i mezinárodní úrovni a vzhledem ke stále nejisté ekonomické situaci budovat spojení s USA, zejména ve snaze zajistit si příznivější obchodní podmínky a stabilizovat ekonomiku. Mnoho východoněmeckých Židů emigrovalo v 70. letech 20. století do Izraele.

### Současnost
Po válce se židovská komunita v Německu začala opět pomalu rozrůstat. Kolem roku 1990 došlo k prudkému nárůstu počtu díky imigraci Židů ze zemí bývalého Sovětského svazu, takže na přelomu 21. století mělo Německo jedinou rostoucí židovskou komunitu v Evropě, přičemž většinu německých Židů tvořili rusky hovořící Židé. Do roku 2018 se židovská populace v Německu (včetně nežidovských členů domácností) ustálila na počtu 116 000. Celková odhadovaná populace Židů žijících v Německu, včetně nežidovských členů domácnosti, je přibližně 225 000.
30. listopadu 2022 přijala německá vláda dokument národní strategie pro boj s antisemitismem, který je součástí celoevropské strategie a jsou za ni odpovědny členské státy na národní úrovni. Podle německého práva je popírání holokaustu považováno za trestný čin. Porušení příslušného zákona (§ 130 StGB) může být potrestáno až pěti lety vězení.
V roce 2006, u příležitosti mistrovství světa, které se konalo v Německu, vyzval tehdejší německý ministr vnitra Wolfgang Schäuble k ostražitosti proti krajně pravicovému extremismu. Navzdory německým opatřením proti těmto skupinám a antisemitům došlo v posledních letech k řadě incidentů.